# Burg Burgberg (Allgäu)
Die Burg Burgberg, auch Burg Heimenhofen genannt, ist die Ruine einer Höhenburg auf einem 760 m ü. NN hohen Felsstock über Burgberg im Allgäu im Landkreis Oberallgäu in Schwaben. Die teilweise erhaltene Nordwand der kleinen Veste wurde von 1992 bis 1997 behutsam gesichert und geringfügig ergänzt.

## Geschichte

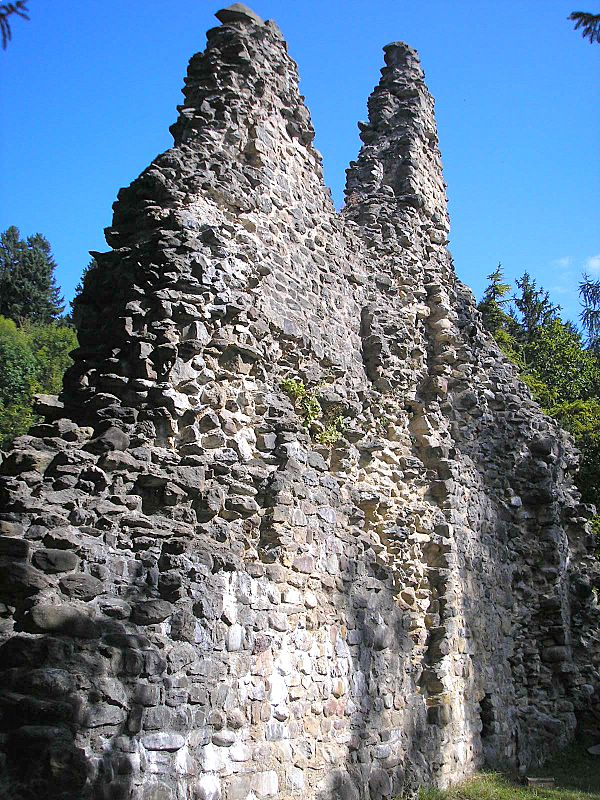
Die Innenseite der sanierten Nordwand nach Osten

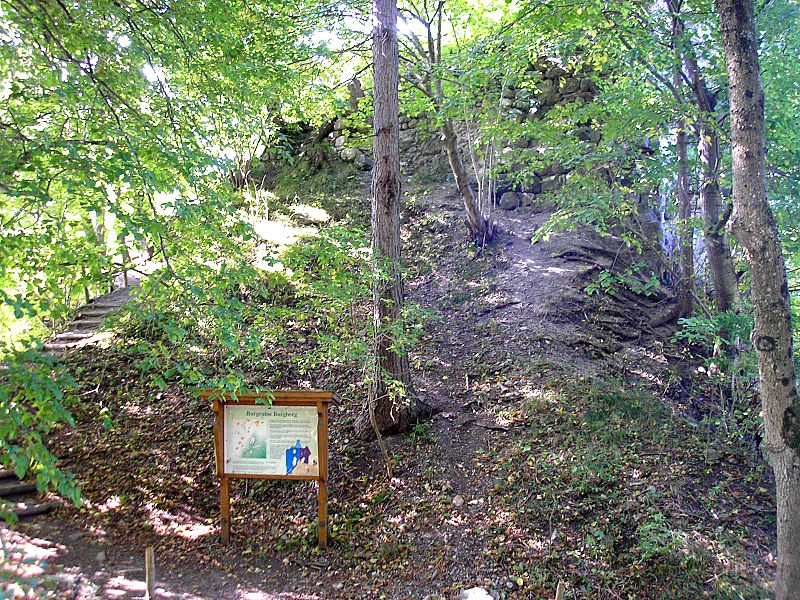
Die Ostseite des Burghügels mit der Informationstafel

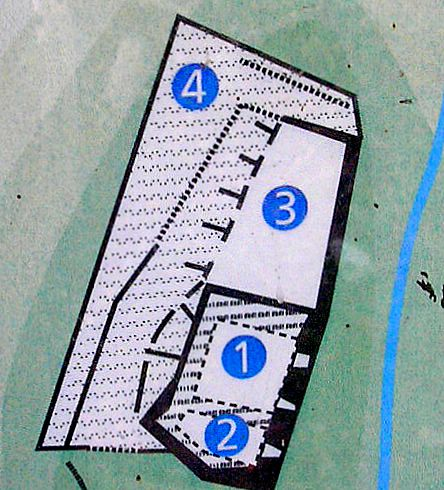
Grundriss der Kernburg auf der Infotafel

1140 erscheint ein Burkart von Burgberg (Burcperg) als Dienstmann des Hochstiftes Augsburg in den Schriftquellen. Der Ministeriale wird als Stifter zugunsten der Klöster Ottobeuren und St. Ulrich und Afra zu Augsburg genannt. Um 1140 ist noch ein Wernher von Burgberg als Wohltäter des Augsburger Klosters und der Neugründung Ursberg nachweisbar.
Die Burg dürfte bereits im frühen 12. Jahrhundert entstanden sein. Von dieser ersten Anlage hat sich noch die Nordwand eines Wohnturmes erhalten, der als eines der ältesten Allgäuer Beispiele eines solchen Hauptturmes von besonderem Interesse für die regionale Burgenkunde ist.
Nach dem Tod der letzten Burgberger Wernher und Johannes kam die Herrschaft um 1327 an die Herren von Rettenberg. Als der letzte Rettenberger 1350 verstarb, teilten seine Töchter den Besitz ihres Vaters auf. Die Burg Burgberg wurde der Adelheid von Rettenberg, verehelichte von Waldburg, zugesprochen, die die Veste schon 1351 an die Brüder Marquard und Oswald von Heimenhofen verkaufte. Als Kaufpreis sind 2040 Pfund Konstanzer Währung überliefert.
1361 teilten die Brüder den Besitz auf. Burgberg blieb bei Marquard von Heimenhofen. Sein Bruder Oswald erwarb die benachbarte Herrschaft Berghofen und begann mit dem Bau seiner neuen Burg Fluhenstein, deren stark einsturzgefährdete Ruinen sich am Stadtrand von Sonthofen erhalten haben.
1440 fiel ein Teil der Herrschaft an das Hochstift Augsburg. Aus Geldnot mussten Burkart und Konrad von Heimenhofen 1468 weitere Anteile an die Grafen von Montfort zu Rothenfels bei Immenstadt veräußern. Die Brüder erscheinen in den Quellen als „schlechte Haushalter“.
Jörg von Heimenhofen konnte 1469 und 1477 die verlorenen Anteile zurückkaufen und war seitdem alleiniger Besitzer.
Während des Deutschen Bauernkrieges plünderten die Aufständischen 1525 die wenig wehrhafte Veste. 1546 besetzten Truppen des Schwäbischen Bundes den Ansitz.
Hans Burkart, der letzte männliche Spross der Familie von Heimenhofen (gest. 1572) verkaufte die Herrschaft schließlich für 9000 Gulden 1563 an den Grafen Hugo von Montfort-Rothenfels, nachdem sein einziger Sohn Hans Kaspar während der Türkenkriege in Bosnien gefallen war. Bereits 1559 hatte Hans Burkart von Heimenhofen seine Besitzungen in den Pfarreien Hindelang, Blaichach, Seifriedsberg und Fischen an den Grafen abgegeben.
1564 erwarb der Augsburger Bischof Otto Truchsess von Waldburg die Burg als neuen Pflegsitz. 1562 war das alte Augsburger Amtsschloss zu Rettenberg abgebrannt. Graf Hugo von Montfort übergab die Herrschaft Burgberg schließlich im Jahr 1566 auf dem Tauschweg vollständig an das Hochstift Augsburg.
1606 erzwangen etwa 600 aufständische Allgäuer Bauern die Freilassung eines Gefangenen, den die Augsburger auf der Burg festgehalten hatten. Im Folgejahr besetzten die Bauern den Amtssitz und nahmen den bischöflichen Pfleger Karl von Hornstein zu Grüningen in Arrest. Die Truppen des Hochstifts konnten die Burg jedoch kurz darauf zurückgewinnen.
Während des Dreißigjährigen Krieges brannte die Anlage aus. Das Pflegamt wurde ins nahe Sonthofen verlegt, die Burg Burgberg aufgegeben. Die Ruine diente den Bewohnern des Dorfes in den nächsten Jahrhunderten als willkommener Steinbruch.
Heute sind nur auf der Nordseite noch größere Mauerreste erhalten, die 1992 bis 1997 gesichert und ergänzt wurden. Die Gemeinde wurde bei der Sanierung durch das Burgenbüro des Mittelalterarchäologen Joachim Zeune beraten und unterstützt. Allerdings konnte nur der markanteste Burgteil saniert werden. Die übrigen Mauerreste verfallen weiterhin nahezu ungehindert. Dennoch gelten die Maßnahmen als eine der ersten derartigen „Mustersanierungen“ im Allgäu. Im Osten vor dem Burghügel berichtet eine Informationstafel mit einem Geländeplan von der Geschichte der Anlage.

## Beschreibung
Die kleine Burgruine liegt auf einem Kalkfelsriff am Westfuß des Grünten in der Nähe des historischen Friedhofes von Burgberg. Unter der Burg lagen zwei befestigte Vorburgen, die aber größtenteils modern überbaut wurden.
Die Hauptburg auf dem Felsstock wird im Osten durch eine grabenähnliche Senke vom Hang getrennt. Im Westen sind am Steilhang noch geringe Reste eines Rundturmes und der Ringmauer zu erkennen. Im 15./16. Jahrhundert wurde der Ringmauer des frühen 14. Jahrhunderts noch ein Zwinger vorgelegt, von dem nur noch wenig Mauerwerk erhalten blieb.
Der alte Burgweg führt im Norden vom Dorf herauf zur Ostseite der Burg, wo wohl eine Brücke zum Haupttor führte. Älteren Beschreibungen zufolge soll hier ein Torturm gestanden haben.
Nach kurzem Aufstieg gelangt man auf das kleine Burgplateau mit der teilweise erhaltenen Nordfront der Anlage. Über dem Osteck erhebt sich der Rest des Wohnturmes (ehemals ca. 10 × 10 Meter) des frühen 12. Jahrhunderts. Das kleinformatige, regelmäßig gereihte Gestein dieses Burgteiles unterscheidet sich deutlich von der nach Osten laufenden Erweiterung (um 1330) aus Bruchsteinen mit Buckelquadern. Das Mauerwerk wurde von 1992 bis 1997 konserviert und aus statischen Gründen (Fensteröffnungen) geringfügig ergänzt.
Das Burgplateau mit der gesicherten Nordmauer ist frei zugänglich. Die übrigen Burgreste liegen weitgehend auf Privatgelände und sind teilweise einsturzgefährdet.
Über der Burg sind am Hang noch einige Fragmente einer hölzernen Wasserleitung erhalten. Darunter erkennt man den ehemaligen kleinen Burgsteinbruch und Reste eines Kalkbrennofens.